# Europejski Szlak Dziedzictwa Przemysłowego

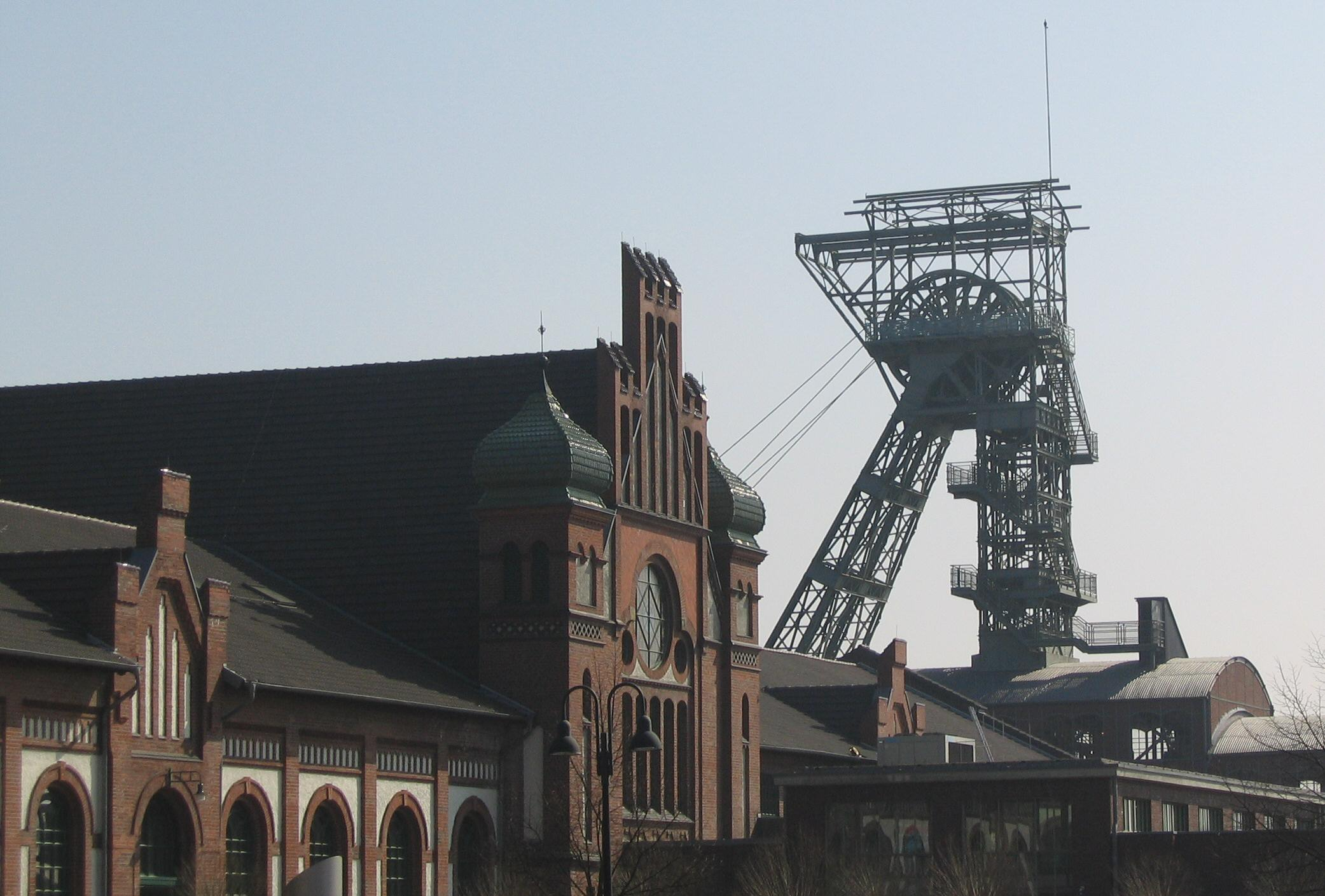
Szyb wydobywczy kopalni Zollern w Dortmundzie

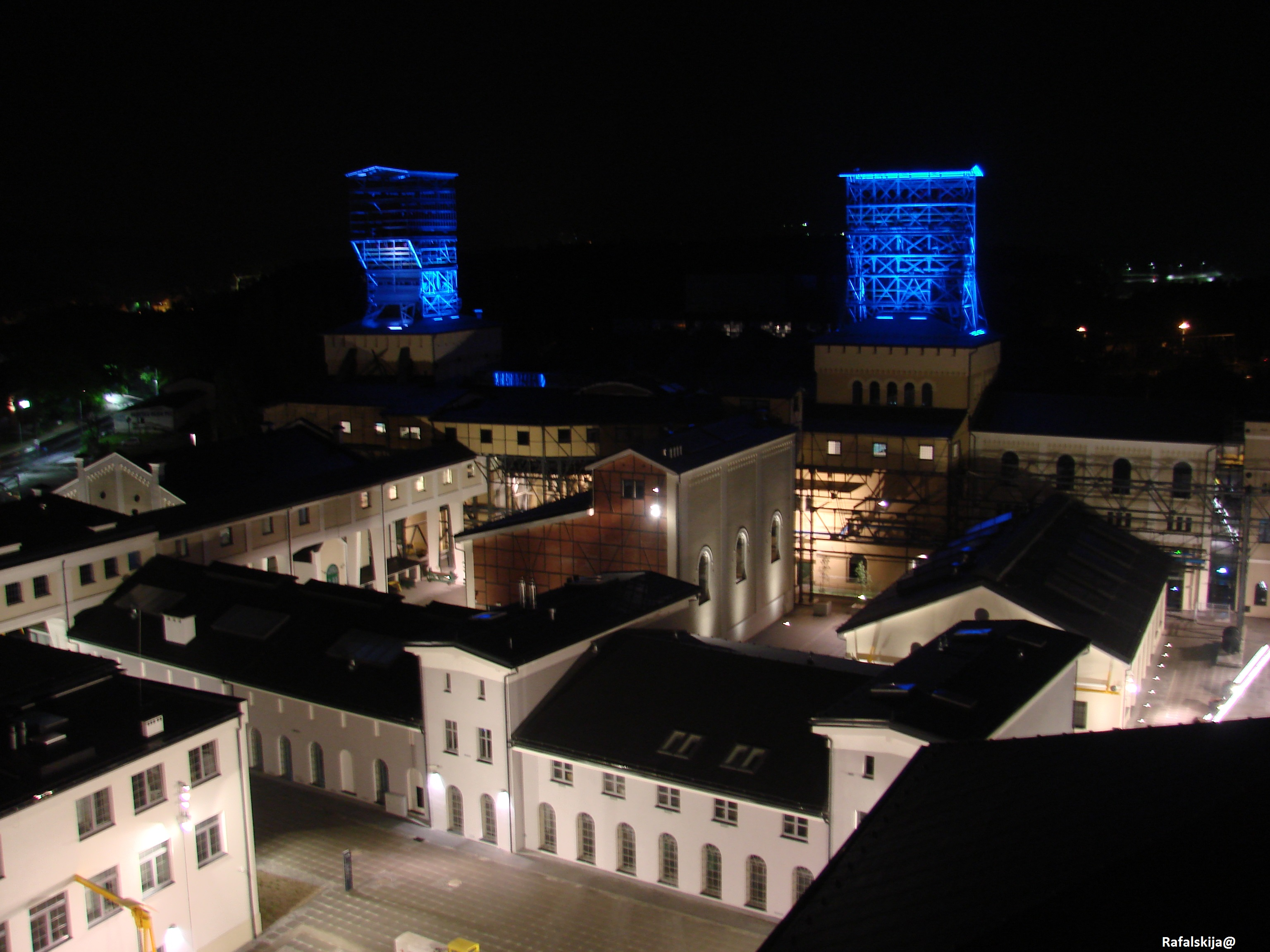
Stara Kopalnia – Centrum Nauki i Sztuki w Wałbrzychu

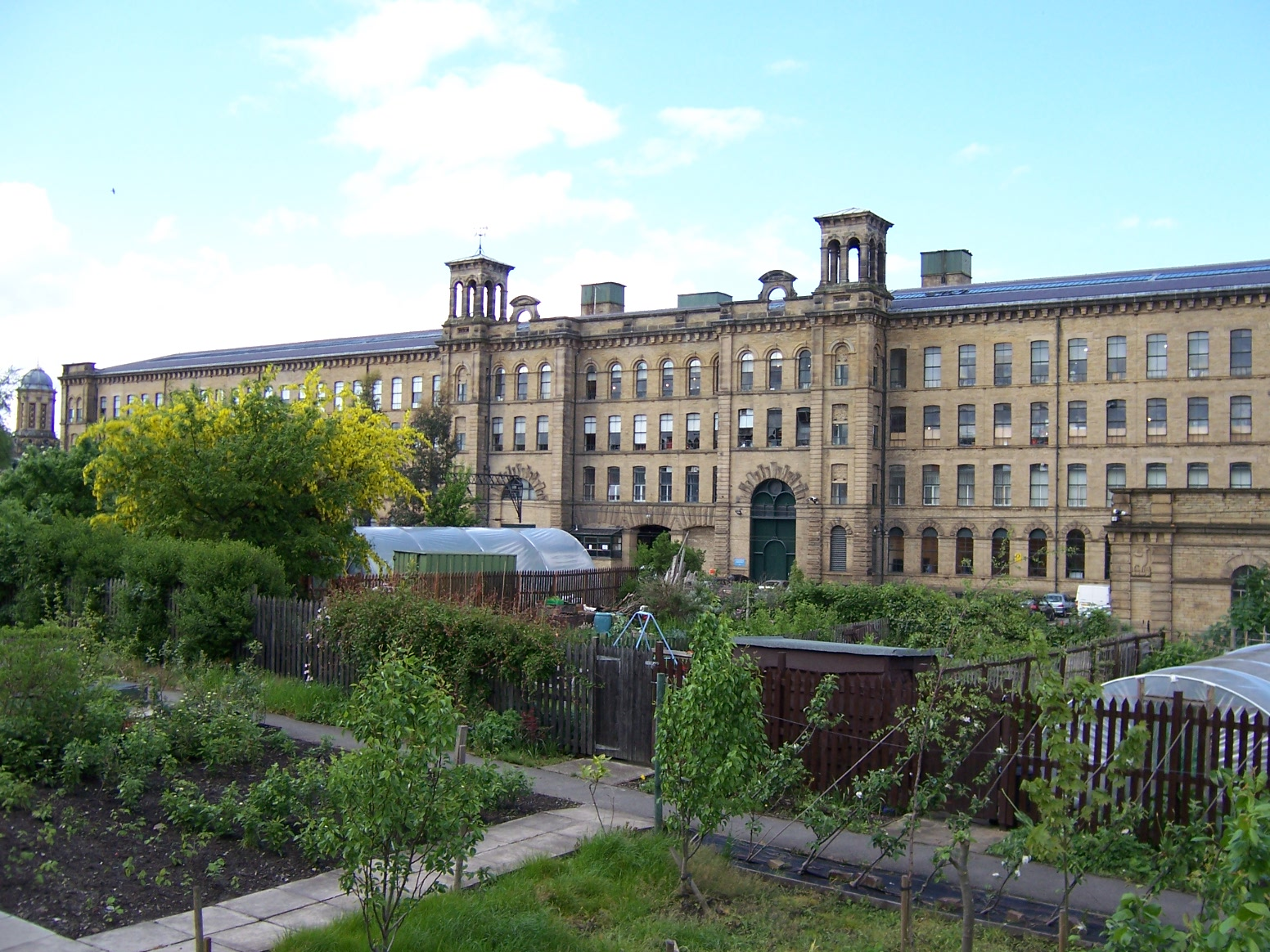
Zakłady Salta w Saltaire

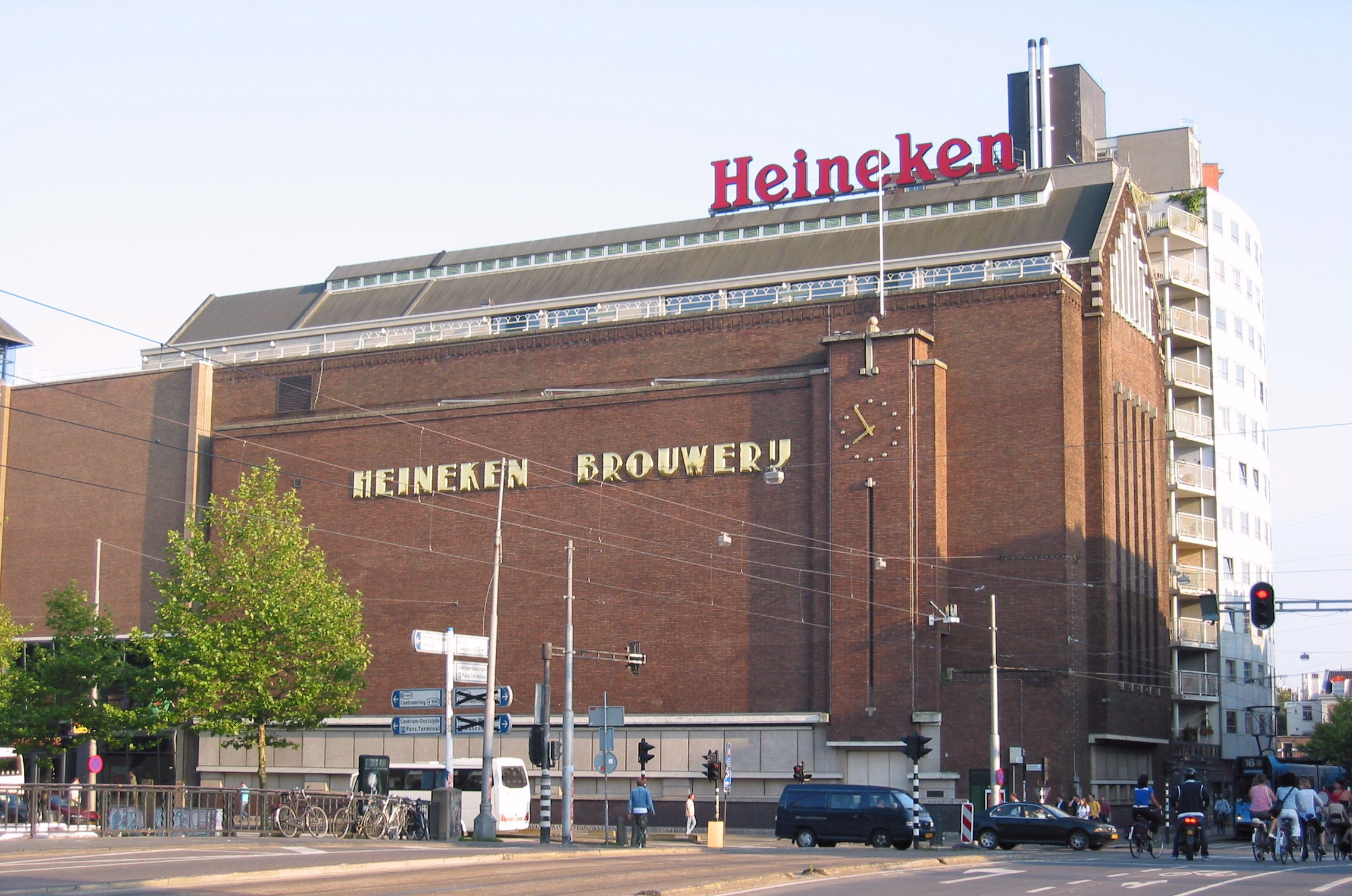
Browary Heinekena w Amsterdamie

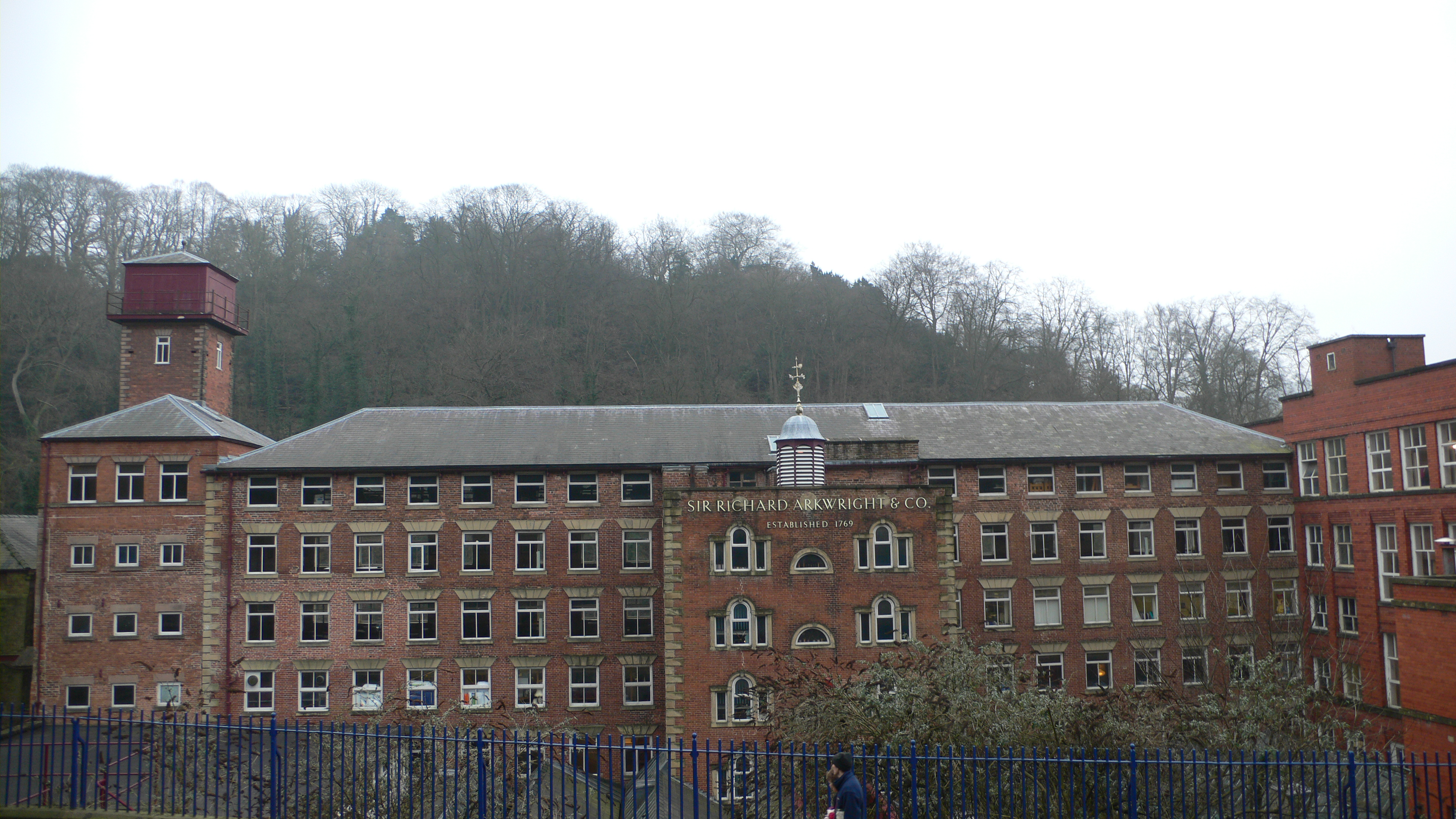
Zakłady Derwent Valley

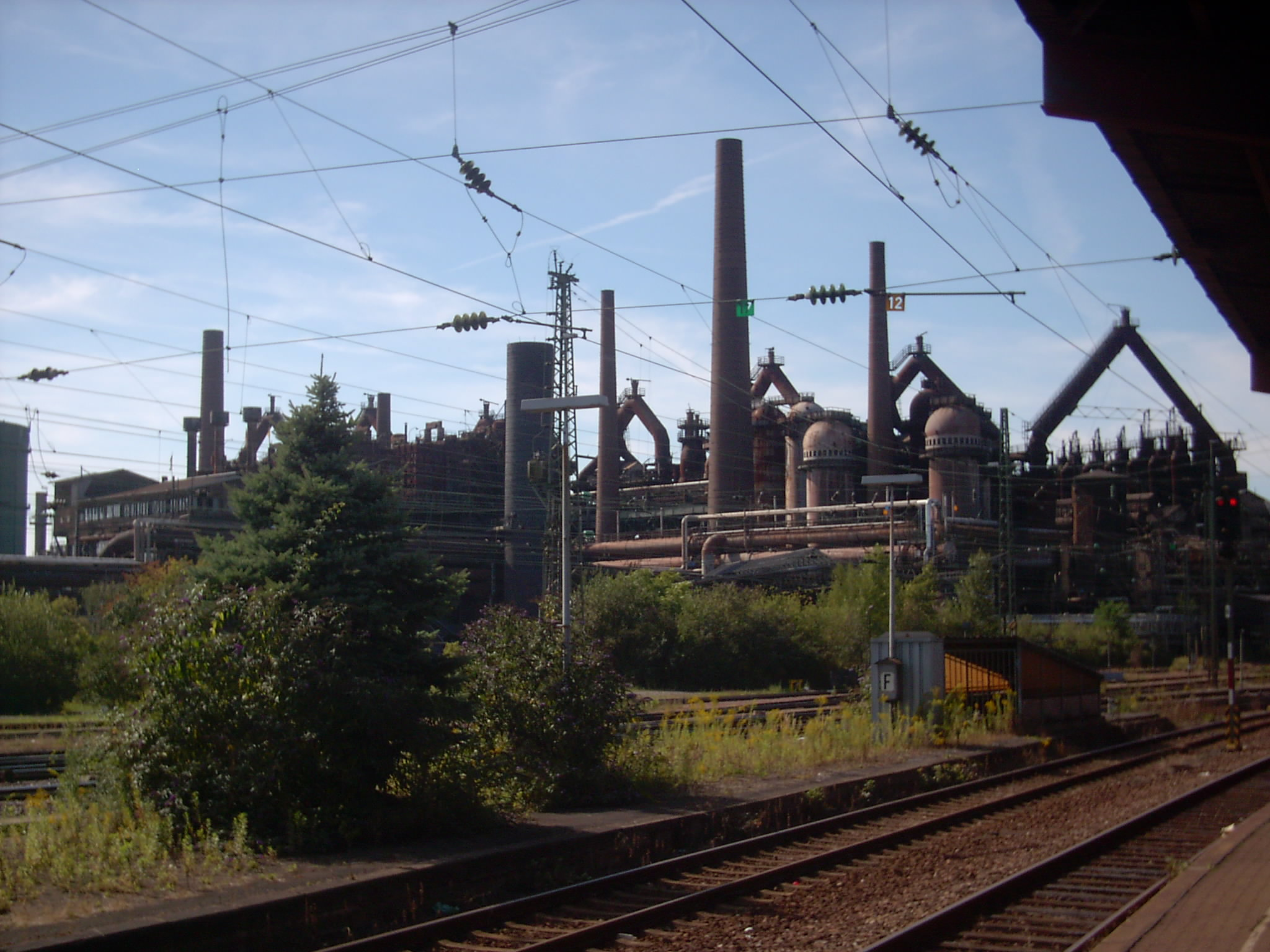
Huta żelaza w Völklingen

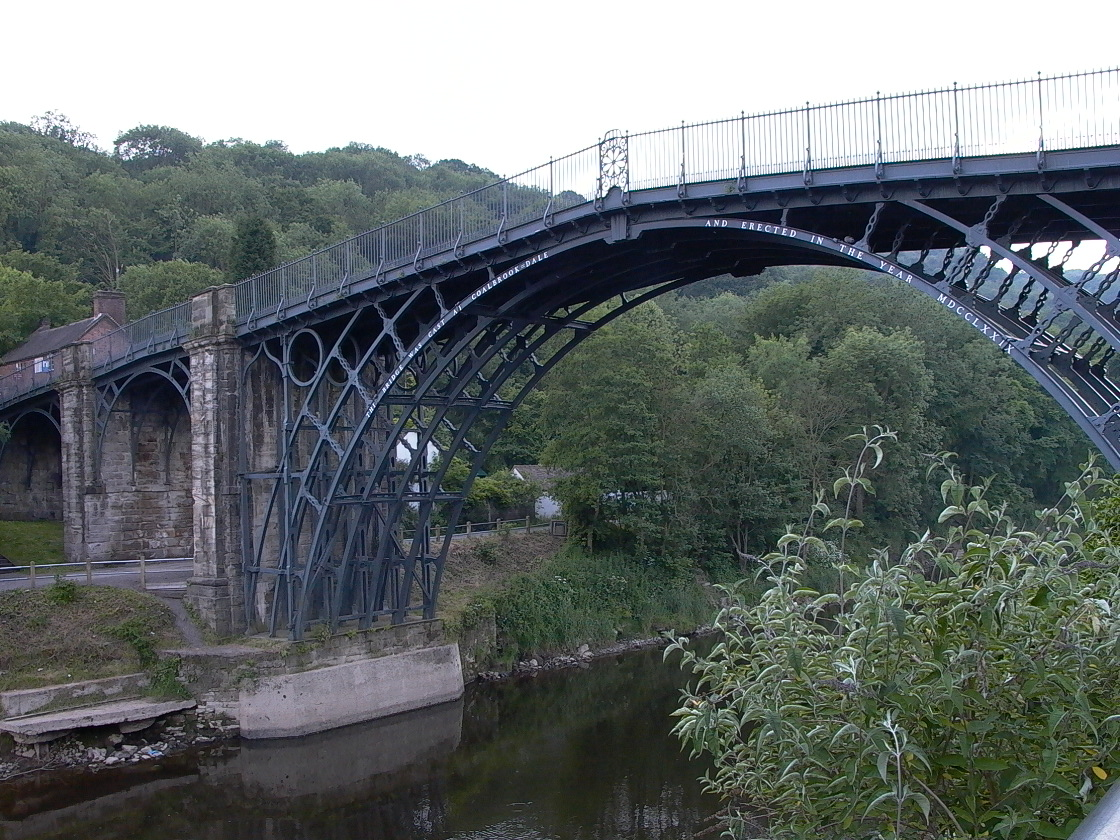
Most Żelazny Gorge

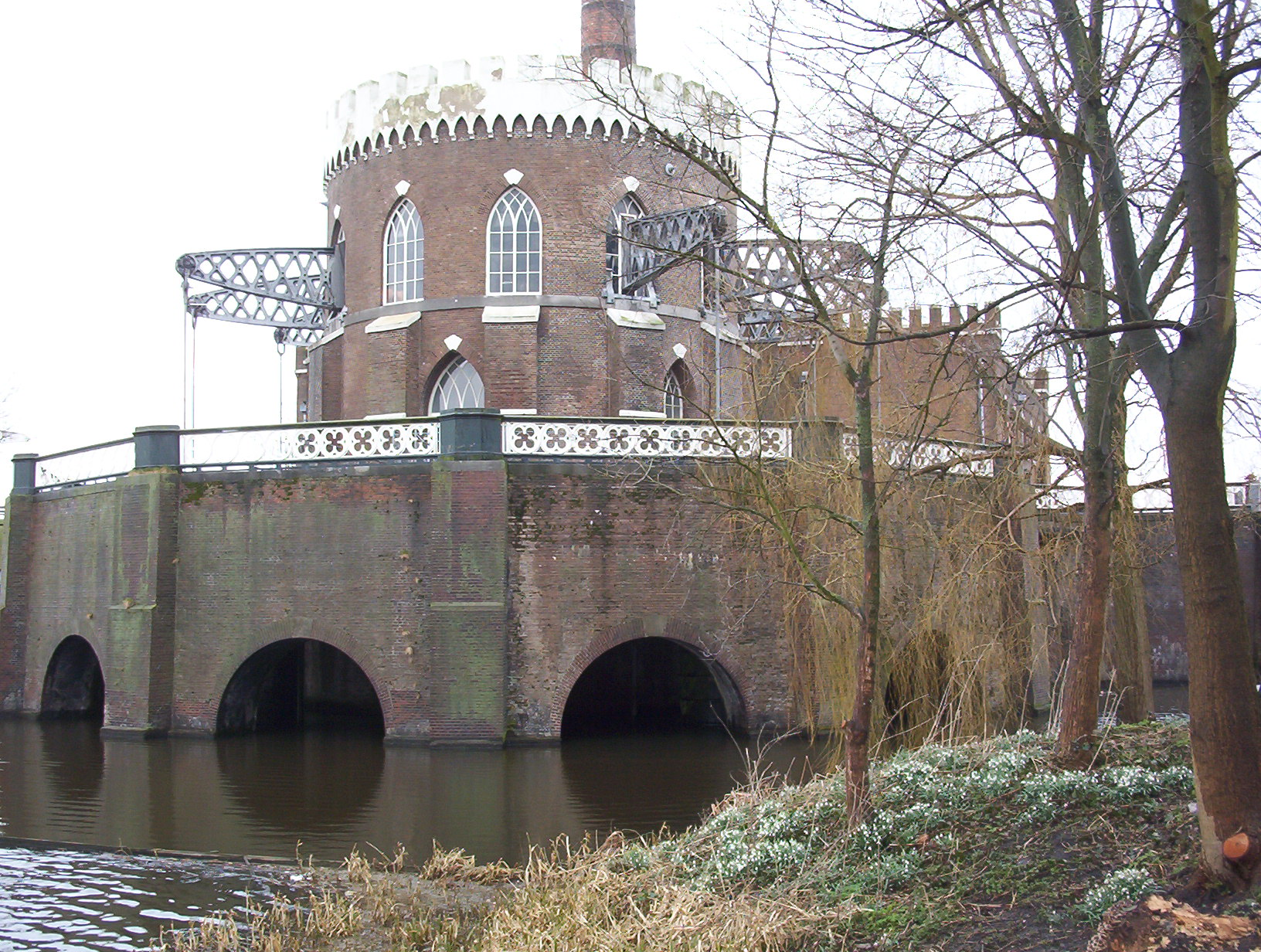
Muzeum Cruquius

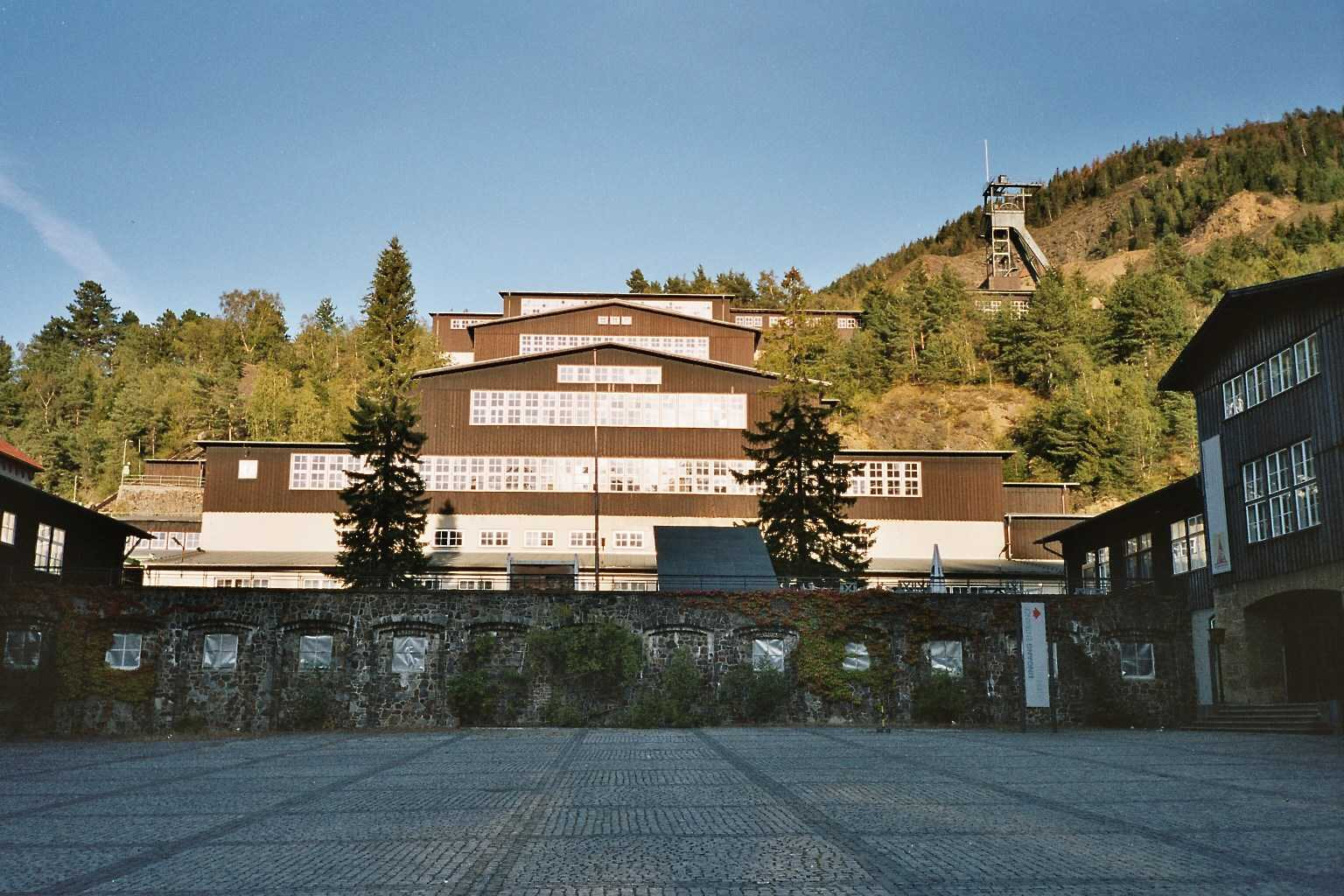
Kopalnia Rammelsberg

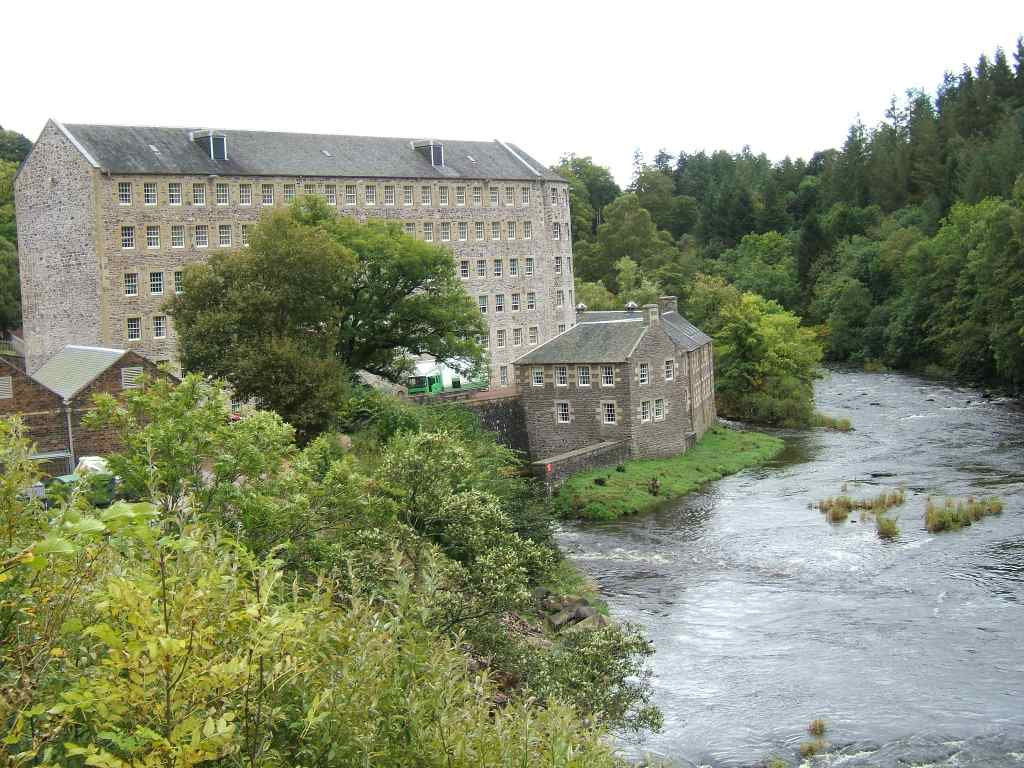
New Lanark

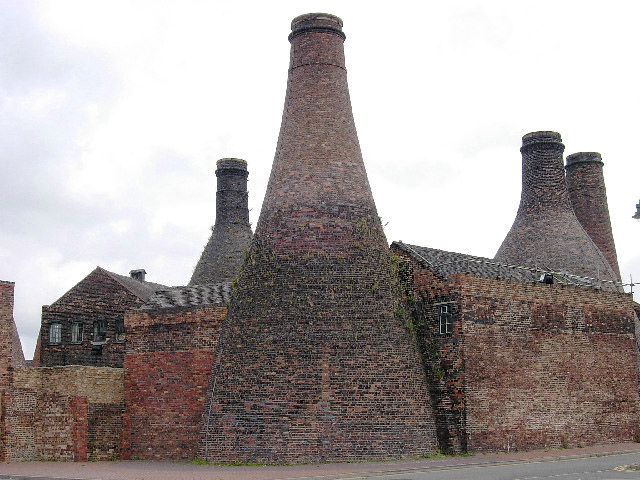
Muzeum Garncarstwa Gladstone

Europejski Szlak Dziedzictwa Przemysłowego (ang. European Route of Industrial Heritage, ERIH) – sieć łącząca ponad 850 europejskich obiektów dziedzictwa przemysłowego takich jak krajobrazy postindustrialne, nieczynne kompleksy przemysłowe czy pojedyncze zakłady.

## Projekty ERIH
Sieć jest rezultatem dotychczasowej współpracy pomiędzy 11 europejskimi partnerami w Wielkiej Brytanii, Niemczech i Holandii, uczestnikami projektu ERIH II (2003-2008) współfinansowanego w ramach europejskiej inicjatywy wspólnotowej Interreg III B. Projekt bazuje na masterplanie powstałym w grudniu 2001 r. w ramach ERIH I (1999–2001) współfinansowanego poprzez wspólnotowy program Interreg II C.
Wzorem dla projektu ERIH był Szlak Dziedzictwa Przemysłowego w Zagłębiu Ruhry, największa wówczas sieć turystyczna łącząca obiekty dziedzictwa przemysłowego. ERIH przejął strukturę tej sieci – z tzw. punktów kotwicznych (p. niżej) rozchodzą się pomniejsze szlaki regionalne lub tematyczne. Sam szlak ERIH nie jest oznakowany z uwagi na zbyt duże odległości pomiędzy poszczególnymi obiektami.
Celem projektu ERIH II jest zwrócenie uwagi na wspólne europejskie dziedzictwo przemysłowe oraz promocja turystyczna miejsc związanych z historią przemysłu. Obecnie Europejski Szlak Dziedzictwa Przemysłowego wiedzie przez Wielką Brytanię, Belgię, Holandię, Luksemburg i Niemcy. W ramach projektu ERIH II wyznaczono również Szlaki Regionalne (na terenie Niemiec, Wielkiej Brytanii i Holandii) oraz 10 Europejskich Szlaków Tematycznych w 23 krajach Europy.

## Punkty kotwiczne
Główny szlak składa się z 78 punktów kotwicznych, w tym 7 w Polsce – obiektów dziedzictwa przemysłowego o szczególnym znaczeniu  historycznym i potencjale turystycznym:
| Położenie                | Obiekt                                                              | Temat                                                            |
| ------------------------ | ------------------------------------------------------------------- | ---------------------------------------------------------------- |
| Amlwch                   | Mynydd Parys i Porth Amlwch                                         | Górnictwo, Transport i komunikacja, Krajobrazy przemysłowe       |
| Amsterdam                | Heineken Experience – Browar Heineken                               | Browarnictwo                                                     |
| Beringen                 | Flamandzkie Muzeum Górnictwa Węglowego                              | Górnictwo                                                        |
| Birmingham               | Dzielnica Jubilerów                                                 | Produkcja                                                        |
| Blaenavon                | Narodowe Muzeum Węgla Big Pit                                       | Górnictwo, Krajobrazy przemysłowe                                |
| Bradford                 | Saltaire                                                            | Włókiennictwo, Budownictwo i architektura                        |
| Brandenburg an der Havel | Muzeum Przemysłu                                                    | Żelazo i stal                                                    |
| Brentford                | Muzeum Pary Kew Bridge                                              | Energia, Woda                                                    |
| Bydgoszcz                | Exploseum w Bydgoszczy                                              | Technika wojenna                                                 |
| Chatham                  | Doki Chatham                                                        | Produkcja, Transport i komunikacja                               |
| Chemnitz                 | Muzeum Przemysłu                                                    | Włókiennictwo, Produkcja, Transport i komunikacja                |
| Cromford                 | Zakłady Derwent Valley                                              | Włókiennictwo, Krajobrazy przemysłowe                            |
| Delmenhorst              | Nordwolle                                                           | Włókiennictwo, Budownictwo i architektura                        |
| Differdange              | Park Fond-de-Gras                                                   | Górnictwo, Transport i komunikacja                               |
| Dortmund                 | Kopalnia Zollern II/IV, Koksownia Hansa                             | Górnictwo, Budownictwo i architektura                            |
| Duisburg                 | Park Krajobrazowy North Duisburg                                    | Żelazo i stal, Krajobrazy przemysłowe                            |
| Dundee                   | Zakłady Verdant                                                     | Włókiennictwo                                                    |
| Duxford                  | Muzeum wojskowe                                                     | Transport i komunikacja                                          |
| Enschede                 | Muzeum Włókiennictwa Jannink                                        | Włókiennictwo                                                    |
| Essen                    | Kompleks przemysłowy kopalni i koksowni Zollverein                  | Górnictwo, Budownictwo i architektura                            |
| Euskirchen               | Reńskie Muzeum Przemysłu Zakłady Włókiennicze Muellera              | Włókiennictwo                                                    |
| Furtwangen               | Muzeum Zegarów                                                      | Produkcja                                                        |
| Gandawa                  | Muzeum Archeologii Przemysłowej i Włókiennictwa                     | Włókiennictwo                                                    |
| Gloucester               | Muzeum Narodowe Wodaways oraz dok Gloucester                        | Transport i komunikacja                                          |
| Goslar                   | Kopalnia Rammelsberg                                                | Górnictwo                                                        |
| Gräfenhainichen          | Ferropolis – miasto żelaza                                          | Górnictwo, Żelazo i stal                                         |
| Haarlemmermeer           | Muzeum Cruquius                                                     | Woda, Budownictwo i architektura                                 |
| Hamburg                  | Muzeum Pracy                                                        | Produkcja, Transport i komunikacja                               |
| Hengelo                  | Muzeum Technologii HEIM                                             | Produkcja, Energia, Transport i komunikacja                      |
| Hoorn                    | Muzeum Tramwajów Parowych Hoorn-Medemblik                           | Transport i komunikacja                                          |
| Hoyerswerda              | Łużyckie Muzeum Górnictwa w Knappenrode                             | Górnictwo                                                        |
| Kerkrade                 | Muzeum Przemysłu INDUSTRION                                         | Górnictwo, Produkcja                                             |
| Kidderminster            | Kolej Severn Valley                                                 | Transport i komunikacja                                          |
| Kongens Lyngby           | Zakłady Brede                                                       | Włókiennictwo, Produkcja, Budownictwo i architektura             |
| La Louvière              | Kopalnia Bois-du-Luc                                                | Górnictwo, Budownictwo i architektura                            |
| Lage                     | Westfalskie Muzeum Przemysłu Cegielnia w Lage                       | Produkcja                                                        |
| Lanark                   | New Lanark                                                          | Włókiennictwo, Budownictwo i architektura                        |
| Lichterfeld              | Most transmisyjny F60                                               | Górnictwo, Żelazo i stal, Krajobrazy przemysłowe                 |
| Liverpool                | Muzeum Morskie Merseyside                                           | Transport i komunikacja, Budownictwo i architektura              |
| Llanberis                | Walijskie Muzeum Slate                                              | Produkcja, Budownictwo i architektura, Krajobrazy przemysłowe    |
| Łódź                     | Manufaktura                                                         | Przemysł, Włókiennictwo                                          |
| Manchester               | Muzeum Nauki i Przemysłu                                            | Włókiennictwo, Produkcja, Energia, Transport i komunikacja, Woda |
| Market Harborough        | Śluzy Foxton                                                        | Transport i komunikacja                                          |
| Merkers                  | Kopalnia Merkers Adventure                                          | Górnictwo                                                        |
| Newtongrange             | Szkockie Muzeum Górnictwa                                           | Górnictwo                                                        |
| Northwich                | Zakłady Lion Salt                                                   | Górnictwo                                                        |
| Norymberga               | Muzeum Kolei Niemieckich (DB)                                       | Transport i komunikacja                                          |
| Oberhausen               | Dawny zbiornik gazu na terenie centrum handlowo-rozrywkowego CentrO | Żelazo i stal, Energia                                           |
| Odda-Tyssedal            | Norweskie Muzeum Energii Wodnej i Przemysłu                         | Energia, Krajobrazy przemysłowe                                  |
| Papenburg                | Stocznia Meyer                                                      | Produkcja, Transport i komunikacja                               |
| Peenemünde               | Centrum Informacji Historycznej i Technicznej                       | Energia, Transport i komunikacja, Krajobrazy przemysłowe         |
| Petite-Rosselle          | Muzeum Carreau Wendel                                               | Górnictwo                                                        |
| Pilzno                   | Browar Pilsner Urquell i Muzeum                                     | Browarnictwo                                                     |
| Rhondda                  | Park Dziedzictwa Rhondda                                            | Górnictwo, Krajobrazy przemysłowe                                |
| Rolfstorp                | Grimeton                                                            | Transport i komunikacja                                          |
| Rotterdam                | Nabrzeże Wilhelmina                                                 | Produkcja, Transport i komunikacja                               |
| Selb                     | Europejskie Muzeum Przemysłu Porcelanowego                          | Produkcja                                                        |
| Sheffield                | Muzeum Kelham Island                                                | Żelazo i stal, Produkcja, Energia                                |
| Solingen                 | Reńskie Muzeum Przemysłu Hendricha                                  | Żelazo i stal                                                    |
| Stoke-on-Trent           | Muzeum Garncarstwa Gladstone                                        | Produkcja                                                        |
| Swansea                  | Narodowe Muzeum Wodafront                                           | Górnictwo, Żelazo i stal, Produkcja, Transport i komunikacja     |
| Tarnowskie Góry          | Zabytkowa Kopalnia Srebra                                           | Górnictwo                                                        |
| Tavistock                | Nabrzeże Morwellham                                                 | Górnictwo, Transport i komunikacja                               |
| Telford                  | Muzea Mostu Żelaznego Gorge                                         | Żelazo i stal, Produkcja, Energia                                |
| Terrassa                 | Katalońskie Muzeum Nauki i Przemysłu                                | Włókiennictwo, Energia, Transport i komunikacja                  |
| Tychy                    | Tyskie Browarium                                                    | Browarnictwo                                                     |
| Völklingen               | Huta żelaza                                                         | Żelazo i stal, Energia, Krajobrazy przemysłowe                   |
| Wakefield                | Narodowe Muzeum Górnictwa Węglowego Anglii                          | Górnictwo                                                        |
| Waltham Abbey            | Królewska Fabryka Prochu Waltham Abbey Royal                        | Górnictwo, Produkcja, Krajobrazy przemysłowe                     |
| Zaandam                  | Muzeum Zaanse Schans                                                | Energia, Woda                                                    |
| Zabrze                   | Zabytkowa Kopalnia Węgla Kamiennego Guido                           | Górnictwo                                                        |
| Zehdenick                | Park Cegielni Mildenberg                                            | Produkcja                                                        |
| Zevenaar                 | Cegielnia De Panoven                                                | Produkcja                                                        |
| Zwickau                  | Muzeum Augusta Horcha                                               | Produkcja, Transport i komunikacja                               |
| Żywiec                   | Muzeum Browaru Żywiec                                               | Browarnictwo                                                     |
| Wałbrzych                | Stara Kopalnia – Centrum Nauki i Sztuki                             | Górnictwo, Nauka, Sztuka, Krajobraz Przemysłowy.                 |

## Szlaki regionalne
W ramach projektu ERIH przewiduje się wyznaczenie szlaków regionalnych rozchodzących się z punktów kotwicznych. Obecnie istnieją następujące szlaki regionalne:
- Belgia: Euroregion Moza-Ren(inne języki) (razem z Niemcami i Holandią);
- Francja: Szlak Saara-Lotaryngia-Luksemburg (razem z Niemcami);
- Holandia: Szlak Holenderski, Euroregion Moza-Ren (razem z Niemcami i Belgią);
- Niemcy: Zagłębie Ruhry, Doliny Dziedzictwa Przemysłowego (Reńskie Góry Łupkowe), Euroregion Moza-Ren (razem z Belgią i Holandią), Szlak Saara-Lotaryngia-Luksemburg (razem z Francją), Łużyckie Dziedzictwo Przemysłowe;
- Polska: Szlak Zabytków Techniki Województwa Śląskiego[5][6];
- Wielka Brytania: Północno-zachodnia Anglia, Serce Anglii (wokół Birmingham), Południowa Walia, Anglia Wschodnia.

## Europejskie szlaki tematyczne
Aktualnie wyznaczonych jest 10 szlaków tematycznych, obejmujących ponad 350 obiektów w 23 krajach europejskich:
- Górnictwo: Skarby ziemi
- Żelazo i stal: Ciepło wielkich pieców
- Włókiennictwo: Od włókna do tkaniny
- Produkcja: Dobra dla świata
- Energia: Co nas napędza
- Transport i komunikacja: Tory rewolucji przemysłowej
- Woda: Niebieskie złoto
- Budownictwo i architektura
- Usługi oraz przemysł rozrywkowy
- Krajobrazy przemysłowe

### Obiekty europejskich szlaków tematycznych w Polsce
- Górnictwo: Tężnie w Ciechocinku, Zabytkowa Kopalnia Srebra w Tarnowskich Górach, Muzeum Przemysłu i Techniki w Wałbrzychu, Muzeum Żup Krakowskich w Wieliczce, Skansen górniczy „Królowa Luiza” w Zabrzu
- Żelazo i stal: Muzeum Techniki Oddział Kuźnia Mechaniczna w Starej Kuźnicy, Zabytkowy Zakład Hutniczy w Maleńcu, Muzeum Zagłębia Staropolskiego w Sielpi, Huta Józef w Samsonowie
- Włókiennictwo: Muzeum Techniki i Włókiennictwa w Bielsku-Białej, Centralne Muzeum Włókiennictwa w Łodzi, Żyrardów
- Produkcja i handel: Muzeum Papiernictwa w Dusznikach-Zdroju, Wielki Młyn w Gdańsku, Muzeum Browaru Żywiec[7]
- Energia: Muzeum Przemysłu Naftowego i Gazowniczego im. Ignacego Łukasiewicza w Bóbrce
- Transport i komunikacja: Kanał Augustowski, Narodowe Muzeum Morskie w Gdańsku, Muzeum Morskie w Szczecinie
- Krajobrazy przemysłowe: Muzeum Przemysłu i Techniki w Wałbrzychu, Żyrardów
- Centrum techniki wojennej: Exploseum w Bydgoszczy – na terenie byłej DAG Fabrik Bromberg.